# Vällskog

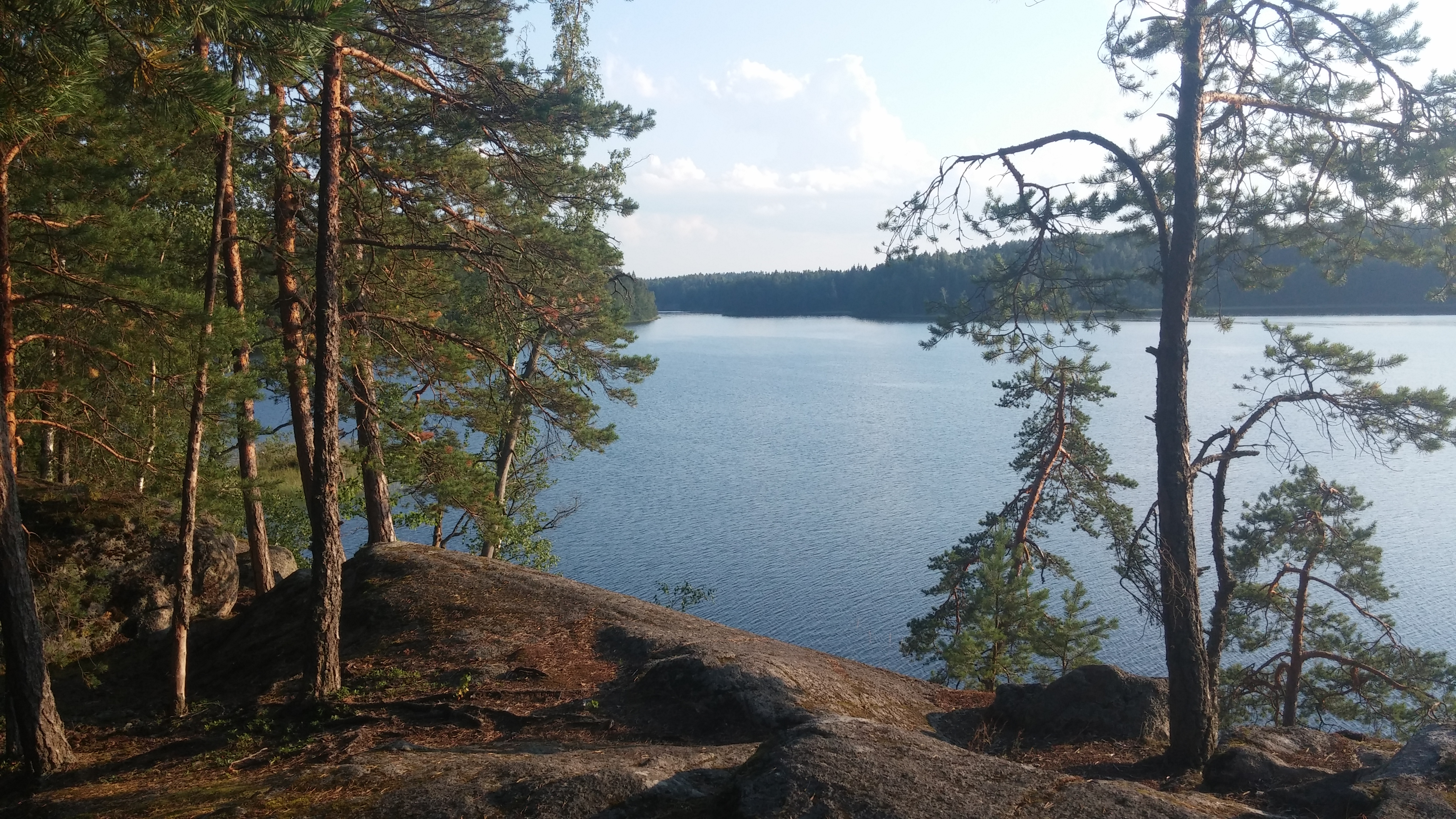
Vällskog Långträsk

Vällskog (finska: Velskola) är en stadsdel i Esbo stad och hör administrativt till Norra Esbo storområde. 
Vällskog är ett gammalt bynamn som skrivits i formerna: Welskallaby (1540), Velskaby (1546), Velskåla (1556), Velskolaby (1557), Velskogh (1562), Wellskoog (1587) och Wälskola (1589). Man antar att namnet ursprungligen är finskt, till exempel Välimetsä eller Väliskylä.
Tackskog (Takkula) är en by i Vällskog.